# Eumops perotis
Eumops perotis — вид кажанів родини молосових, поширений у тропіках Північної та Південної Америк.

## Етимологія
грец. εὖ — «хороший, справжній», mops — малайське слово, яке означає «кажан». грец. πηρος — «скалічений, зранений», грец. ωτός — «вухо», посилаючись на зовнішній вигляд обличчя з висячими вухами, які створюють враження поранення або зламаності.

## Середовище проживання
Країни мешкання: Аргентина, Бразилія, Колумбія, Еквадор, Мексика, Парагвай, Перу, США (Аризона, Каліфорнія, Невада, Техас). Цей вид живе в різних типах відкритих, напівпосушливих і посушливих місць проживання.

## Морфологія
Морфометрія. Довжина голови й тіла: 111—116, хвіст: 55—68, задні ступні: 17—18, вуха: 35—44, передпліччя: 70—83, вага: 80—90.
Опис. Дуже великий вид. Писок загострений, вертикальна верхня губа без складок і зморшок. Вуха довгі, пласкі, спрямовані вперед, утворюючи структуру, як капелюх на очі. Шерсть зазвичай більш бліда при основі. Спина масляна, темно-коричнева. Черевна область аналогічного спині кольору , без особливої контрастності. Зубна формула: I 1/2, C 1/1, P 2/2, M 3/3, в цілому 30 зубів.

## Стиль життя
Лаштує сідала в тріщинах і заглибленнях скель, тунелів і висотних будівель. Їм необхідно не менше 3 м відкритого простору для зльоту. Його ехолокаційні скрипи можна почути на відстані до 300 м. Протягом дня вони утворюють колонії менше 100 осіб. На відміну від більшості північноамериканських кажанів, вони не вдаються до міграції або тривалої сплячки, але періодично активні всю зиму.